# (6394) 1990 QM2
A (6394) 1990 QM2 egy kisbolygó a Naprendszerben. Henry Holt fedezte fel 1990. augusztus 22-én.